# Яркое (Ленинский район)
Я́ркое (до 1948 года Баш-Кирги́з; укр. Ярке, крымскотат. Baş Qırğız, Баш Къыргъыз) — село в Ленинском районе Крыма, входит в состав Кировского сельского поселения (согласно административно-территориальному делению Украины — Кировского сельсовета Автономной Республики Крым).

## Население
| 2001 | 2014 |
| ---- | ---- |
| 93   | ↘70  |

Всеукраинская перепись 2001 года показала следующее распределение по носителям языка
| Язык             | Процент |
| ---------------- | ------- |
| русский          | 41.94   |
| крымскотатарский | 34.41   |
| украинский       | 8.6     |

### Динамика численности
| - 1805 год — 149 чел. - 1864 год — 33 чел. - 1889 год — 80 чел. - 1892 год — 76 чел. - 1902 год — 114 чел. - 1915 год — 53/77 чел. | - 1926 год — 299 чел. - 1939 год — 145 чел. - 2001 год — 192 чел. - 2009 год — 27 чел. - 2014 год — 70 чел. |

## Современное состояние
На 2017 год в Ярком числится 2 кошары и полевой стан Южный; на 2009 год, по данным сельсовета, село занимало площадь 16 гектаров на которой, в 22 дворах, проживало 27 человек.

## География
Расположено Яркое на юго-западе района и Керченского полуострова в балке Баш-Киргиз, правой составляющей маловодной реки Джапар-Берды, примерно в 23 километрах (по шоссе) на юг от районного центра Ленино, там же ближайшая железнодорожная станция Семь колодезей (на линии Джанкой — Керчь), высота над уровнем моря 57 м. Транспортное сообщение осуществляется по региональной автодороге 35Н-340 Яркое — до автодороги Кирово — Вулкановка (по украинской классификации — С-0-10833).

## История
Первое документальное упоминание села встречается в Камеральном Описании Крыма… 1784 года, судя по которому, в последний период Крымского ханства Баш-Киргис входил в Орта Керченский кадылык Кефинского каймаканства. После присоединения Крыма к России (8) 19 апреля 1783 года, (8) 19 февраля 1784 года, именным указом Екатерины II сенату, на территории бывшего Крымского Ханства была образована Таврическая область и деревня была приписана к Левкопольскому, а после ликвидации в 1787 году Левкопольского — к Феодосийскому уезду Таврической области. Перед Русско-турецкой войной 1787—1791 годов производилось выселение крымских татар из прибрежных селений во внутренние районы полуострова, в ходе которого в Баш-Киргиз было переселено 4 человека. В конце войны, 14 августа 1791 года всем было разрешено вернуться на место прежнего жительства. После Павловских реформ, с 1796 по 1802 год, входила в Акмечетский уезд Новороссийской губернии. По новому административному делению, после создания 8 (20) октября 1802 года Таврической губернии, Баш-Киргиз был включён в состав Кадыкелечинской волости Феодосийского уезда.
В Ведомости о числе селении, названиях оных, в них дворов… состоящих в Феодосийском уезде от 14 октября 1805 года , записаны вместе 2 деревни Баш-Киргиз и Конрат, как Баш-Киргиз-Конрат, в которых числилось 19 дворов и 149 жителей. На военно-топографической карте генерал-майора Мухина 1817 года одна деревня Баш киргиз (вероятно, Баджак-Киргиз) обозначена пустующей, а в дугой, в 4,5 км северо-западнее — 15 дворов. После реформы волостного деления 1829 года Биюк Киргиз, согласно «Ведомости о казённых волостях Таврической губернии 1829 года», переподчинили из Кадыкойской волости в Агерманскую. На карте 1836 года в деревне 11 дворов. Затем, видимо, в результате эмиграции крымских татар, деревня заметно опустела и на карте 1842 года Баш Киргиз обозначен условным знаком «малая деревня», то есть, менее 5 дворов.
В 1860-х годах, после земской реформы Александра II, деревню приписали к Арма-Элинской волости. Согласно «Памятной книжке Таврической губернии за 1867 год», деревня Буйтень Киргиз была покинута жителями в 1860—1864 годах, в результате эмиграции крымских татар, особенно массовой после Крымской войны 1853—1856 годов, в Турцию и оставалась в развалинах, а, согласно «Списку населённых мест Таврической губернии по сведениям 1864 года», составленному по результатам VIII ревизии 1864 года, Баш-Киргиз — уже владельческая русская деревня с 4 дворами и 33 жителями при колодцах, при этом, по обследованиям профессора А. Н. Козловского начала 1860-х годов, в селении «пользуются дождевой водой, собираемой в аутах и запрудах» (Аут — небольшой пруд в степном Крыму, наполнявшийся дождевой и талой водой). На трёхверстовой карте Шуберта 1865—1876 года в деревне Баш-Киргиз обозначено 3 двора. По «Памятной книге Таврической губернии 1889 года», по результатам Х ревизии 1887 года, в деревне Баш-Киргиз, уже Владиславской волости, числилось 15 дворов и 80 жителей.
После земской реформы 1890-х годов деревню передали в состав Петровской волости. По «…Памятной книжке Таврической губернии на 1892 год» в Киргизе, входившем в Джапар-Бердинское сельское общество, числилось 30 жителей в 6 домохозяйствах, а в безземельном Киргизе, не входившем в сельское общество — 36 жителей, домохозяйств не имеющих. На верстовой карте Крыма 1896 года в селении обозначено 17 дворов с татарским населением и мечеть. По «…Памятной книжке Таврической губернии на 1902 год» в деревне Баш-Киргиз, входившей в Джапар-Бердынское сельское общество, числилось 114 жителей в 17 домохозяйствах. По Статистическому справочнику Таврической губернии. Ч.II-я. Статистический очерк, выпуск пятый Феодосийский уезд, 1915 год, в деревне Баш-Киргиз Петровской волости Феодосийского уезда числилось 25 дворов (8 дворов с землёй, 17 — безземельные) с татарским населением в количестве 53 человек приписных жителей и 77 «посторонних», из которых 70 мужчин и 60 женщин. Жители владели 1235 десятинами удобной земли. В хозяйствах имелось 134 лошади, 75 волов, 31 корова и 685 голов овец, свиней, или коз.
После установления в Крыму Советской власти, по постановлению Крымревкома, 25 декабря 1920 года был образован Керченский (степной) уезд, а, постановлением ревкома № 206 «Об изменении административных границ» от 8 января 1921 года была упразднена волостная система и село вошло в состав Петровского района Керченского уезда, а в 1922 году уезды получили название округов. 11 октября 1923 года, согласно постановлению ВЦИК, в административное деление Крымской АССР были внесены изменения, в результате которых округа были отменены, Керченский округ слили с Феодосийским, Петровский район упразднили, влив в Керченский район. Согласно Списку населённых пунктов Крымской АССР по Всесоюзной переписи 17 декабря 1926 года, в селе Баш-Киргиз Мавлюшского сельсовета Керченского района имелось 37 дворов, все крестьянские, население составляло 192 человека (99 мужчин и 93 женщины). В национальном отношении учтено: 191 татарин, 1 записан в графе «прочие», действовала татарская школа. Постановлением ВЦИК «О реорганизации сети районов Крымской АССР» от 30 октября 1930 года (по другим сведениям 15 сентября 1931 года) Керченский район упразднили и село включили в состав Ленинского. По данным всесоюзной переписи населения 1939 года в селе проживало 145 человек. На подробной карте РККА Керченского полуострова 1941 года в Баш-Киргизе обозначено 35 дворов.
В 1944 году, после освобождения Крыма от фашистов, согласно Постановлению ГКО № 5859 от 11 мая 1944 года, 18 мая крымские татары были депортированы в Среднюю Азию. С 25 июня 1946 года Баш-Киргиз в составе Крымской области РСФСР. Указом Президиума Верховного Совета РСФСР от 18 мая 1948 года, Баш-Киргиз переименовали в Яркое. 26 апреля 1954 года Крымская область была передана из состава РСФСР в состав УССР. Время включения в Красногорский сельсовет пока не установлено: на 15 июня 1960 года село уже числилось в его составе. В период с 1 января по 1 июня 1977 года Яркое передано в Кировский сельсовет. С 12 февраля 1991 года село в восстановленной Крымской АССР, 26 февраля 1992 года переименованной в Автономную Республику Крым. С 21 марта 2014 года в составе Крыма аннексировано Россией.